# Jimmy Cundasamy
Jimmy Cundasamy, né le 14 avril 1977 à Maurice, est un footballeur qui joue actuellement au poste de milieu de terrain à la Tamponnaise. Il est également international mauricien ou il détient le record de sélections.

## Biographie
Jimmy est arrivé à la Réunion en 1998 et atterri au FC Avirons. Il y reste cinq saisons et à la fin de l'année 2002, le club est relégué en Super D2 et s'engage avec le champion en titre de l'époque : la SS Saint-Louisienne. Le Mauricien reste que deux saisons également mais remporte en 2003 avec La Coupe des Dom. La saison 2005, il la débute avec la JS Saint-Pierroise et aucun titre gagné. l'US Stade Tamponnaise est intéressé par le joueur et l'attire chez eux en 2006. Jimmy fera le plein de titre à ce moment-là avec un doublé championnat et Coupe Régionale de France. La saison 2007 se termine pour lui avec un deuxième titre de champion de la Réunion. 2008 restera l'année ou l'USST ne gagne pas le titre de championnat, mais la Coupe de La Réunion de football. Mais 2009 repart sur les chapeaux de roues pour Jimmy et ses partenaires avec un doublé coupe, championnat et 2010 sera l'année de son quatrième titre, mais ne remporte pas la Coupe de La Réunion perdue en finale contre l'US Sainte-Marienne 0-1.
En 2011, Jimmy remporte la Coupe régionale de France et termine deuxième avec son club. Les deux saisons suivantes bien que son temps de jeu est réduit, le mauricien remporte quelques titres avec l'US Stade Tamponnaise. En juin 2014 à la suite de la liquidation judiciaire de son club, le joueur part terminer la saison du côté de la JS Saint-Pierroise club qu'il a connu en 2004 et 2005. Avec 13 matchs disputés toute compétitions confondues il sera tout de même finaliste de la coupe régionale de France. En 2015, il accepte de signer en D2D (3e division réunionnaise) séduit par le projet du président du nouveau club de la Tamponnaise.

## Sélection nationale
Cundassamy a été sélectionné pour la première fois en 1998, depuis il est régulièrement appelé avec Maurice mais également le recordman de sélections (52) et aura remporté chez lui les Jeux des îles de l'océan Indien en 2003, le mauricien fera partie des sélectionnés pour les jeux 2007 et également en 2011 (aux Seychelles) où il remporte la médaille d'argent.

## Palmarès

### En club
- Champion départementale 2 sud en 2000 avec le FC Avirons.
- Champion de La Réunion en 2006,2007,2009 et 2010 avec l'US Stade Tamponnaise
- Vainqueur de la Coupe de La Réunion en 2008, 2009 et 2012 avec l'US Stade Tamponnaise
- Vainqueur de la Coupe Régionale de France en 2006 et 2011 avec l'US Stade Tamponnaise
- Vainqueur de la Coupe des clubs champions de l'océan Indien en 2011 avec l'US Stade Tamponnaise
- Vainqueur de la Coupe des Dom en 2003 avec la SS Saint-Louisienne

### En sélection
- Vainqueur des Jeux des îles de l'océan Indien en 2003 avec Maurice.